# Chiesa dei Santi Filippo e Giacomo (Diso)
La chiesa dei Santi Filippo e Giacomo è la parrocchiale di Diso, in provincia di Lecce e arcidiocesi di Otranto.

## Storia
La chiesa fu ricostruita nel XVIII secolo, sul luogo dove sorgeva l'antica chiesa romanica risalente all'XI secolo. Ne è testimonianza l'epigrafe scolpita su pietra leccese collocata sopra l'architrave della facciata principale che recita: A Dio Ottimo Massimo. Questo tempio, dopo che aveva resistito per sette secoli e centocinquantacinque anni alla nostra redenzione, alla fine crollato per l'ingiuria del tempo, la pietà, l'amore e la devozione dei cittadini sotto la protezione dei Santi Apostoli Filippo e Giacomo a proprie spese dalla fondamenta dettero donarono dedicarono nell'anno dell'era volgare 1758.
Anche l'antica chiesa era intitolata ai Santi Apostoli Filippo e Giacomo, ai quali era dedicato un altare. Sotto l'aspetto stilistico si riscontrano notevoli somiglianze tra la chiesa parrocchiale di Diso e quella di Tricase. Le due chiese apparterrebbero all'attività del clan copertinese dei Preite, una delle famiglie di costruttori salentini più attiva e richiesta in Terra d'Otranto nel XVIII secolo.

## Architettura

### Esterno
La facciata, realizzata in carparo proveniente dalle cave della vicina Ortelle, si presenta sobria ed è caratterizzata da un semplice portale d'ingresso affiancato da due nicchie nella quale sono raffigurati i santi protettori. Il secondo ordine accoglie una finestra e termina con un timpano mistilineo. La torre campanaria, lesionata dall'uragano del 10 settembre 1832, fu sostituita, nel 1903, sul progetto di Gennaro Bacile di Castiglione, da quella attuale, alta venticinque metri.

### Interno

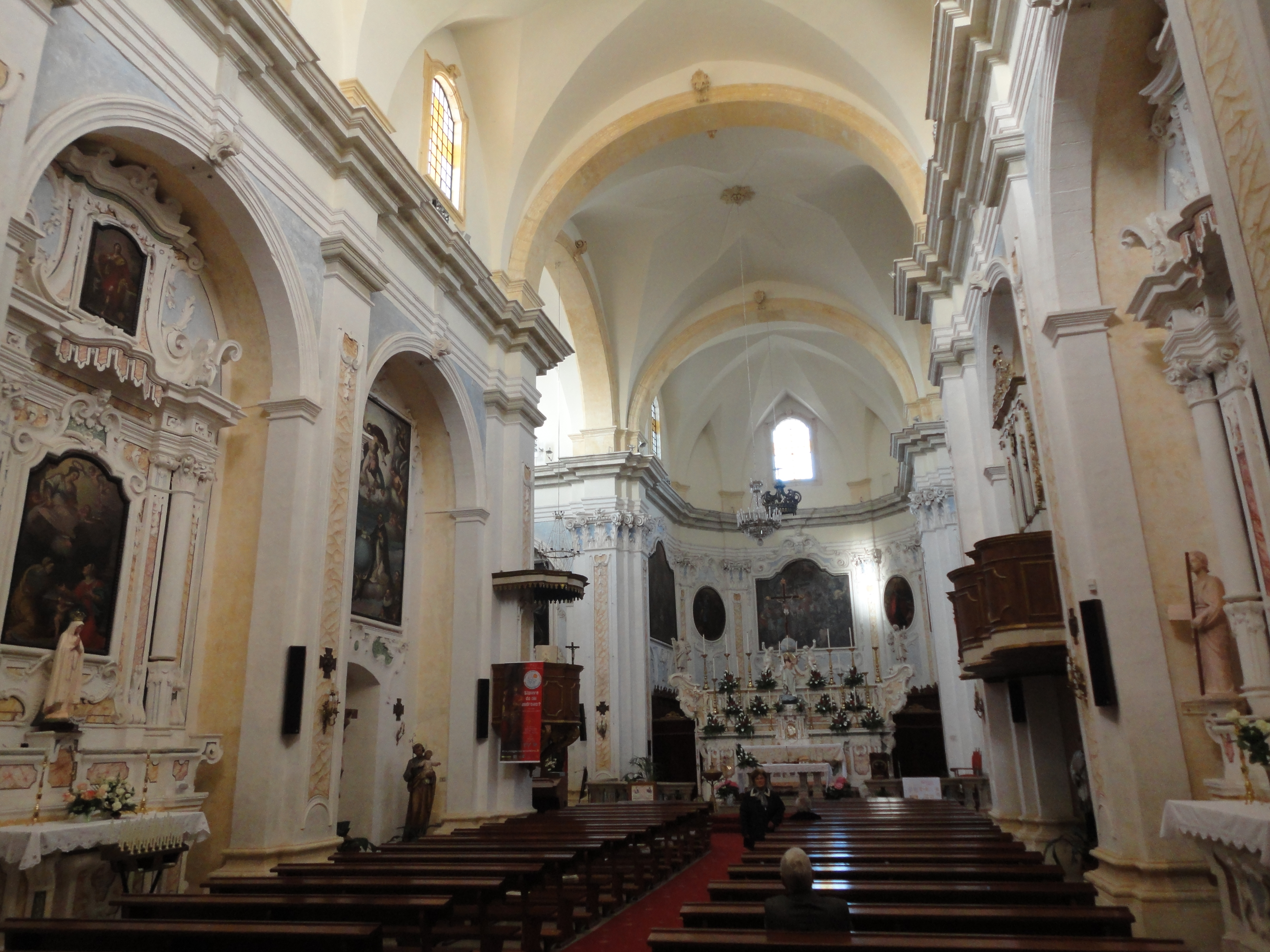
Interno chiesa madre

L'interno, a croce latina, conserva un patrimonio di notevole pregio artistico. Sui lati della navata entro le arcate perimetrali si addossano, a sinistra, gli altari di san Francesco di Paola e di sant'Agata e santa Lucia; a destra quelli della Madonna del Carmine, contenente la tela della Vergine con le Sante Apollonia e Domenica e l'altare dell'Immacolata. Nel transetto vi sono l'altare della Madonna del Rosario e quello di sant'Anna insieme col maggiore dedicato ai Titolari. Le coperture sono realizzate a spigolo alla leccese e sono decorate con stucchi policromi. L'abside è arricchita dal coro ligneo e dalle tele raffiguranti il Martirio dei Santi Filippo e Giacomo, San Pietro, San Paolo, l'Uccisione di Abele e il Sacrificio di Abramo.
Numerose altre tele di pittori salentini, tra le quali spicca quella che adorna il muro della retrofacciata, della fine del Settecento, raffigurante la Cacciata di Eliodoro dal Tempio, adornano le pareti dell'edificio. Incassato nella muratura c'è il Battistero in pietra leccese intagliata, che apparteneva all'antica Chiesa Parrocchiale. In due edicole, site ai lati dell'altare del braccio sinistro del transetto, adorne di stucchi e sormontate dallo stemma cittadino, sono custoditi i simulacri dei Santi Apostoli protettori Giacomo e Filippo, in onore dei quali i cittadini di Diso celebrano una rinomata festa patronale, il primo maggio di ogni anno. La chiesa possiede inoltre un settecentesco organo a canne e un pulpito in legno.